# Richard A. Brualdi
Richard A. Brualdi là nhà toán học người Mỹ, đã đoạt Huy chương Euler năm 2000.
Ông đậu bằng tiến sĩ ở Đại học Syracuse năm 1964 với bản luận án Combinatorial Aspects of the Direct Product of Matrices, dưới sự cố vấn của Herbert John Ryser. Hiện nay ông là giáo sư danh dự (emeritus) môn toán học tổ hợp ở Đại học Wisconsin–Madison và là chủ biên của Electronic Journal of Combinatorics (Báo điện tử Toán học tổ hợp).

## Tác phẩm
- Combinatorial Matrix Theory (viết chung với Herbert John Ryser)
- Introductory combinatorics, RA Brualdi - Upper Saddle River, NJ
- Handbook of coding theory, V Pless, RA Brualdi, WC Huffman – 1998 – Elsevier Science Inc. New York, NY, USA